# Caraúbas (Paraíba)
Caraúbas is een gemeente in de Braziliaanse deelstaat Paraíba. De gemeente telt 3.964 inwoners (schatting 2009).